# Liste des partis politiques en Indonésie
Les partis politiques indonésiens d'aujourd'hui peuvent être divisés en deux groupes :
- Les trois partis hérités de la période de la dictature de Soeharto (1966-1998), durant laquelle ils étaient les seuls autorisés : le Golkar (parti du régime), le Partai Demokrasi Indonesia Perjuangan ou PDIP de l'ex-présidente Megawati Sukarnoputri (issu d'une scission du PDI reconnu par le régime) et le Parti pour l'unité et le développement musulman (PPP),
- Les partis créés dans le mouvement de démocratisation déclenché par la démission de Soeharto le 21 mai 1998.

Aux élections de 2004, 24 partis s'étaient présentés :
- Golkar (qui se réclame du Pancasila, les 5 principes qui fondent l'État indonésien)
- PDIP (Pancasila)
- Partai Kebangkitan Bangsa (PKB de l'ex-président Abdurrahman Wahid, soutenu par la grande organisation musulmane Nahdlatul Ulama, Pancasila)
- PPP (qui se réclame de l'islam)
- Partai Demokrat (parti du président Susilo Bambang Yudhoyono, Pancasila)
- Partai Keadilan Sejahtera (PKS, islam)
- Partai Amanah Nasional (PAN, soutenu par l'autre grande organisation musulmane, la Muhammadiyah, Pancasila)
- Partai Bulan Bintang (PBB, islam)
- Partai Bintang Reformasi (PBR, islam)
- Partai Damai Sejahtera (PDS, Pancasila)
- Partai Karya Peduli Bangsa (PKPB, Pancasila)
- Partai Keadilan dan Persatuan Indonesia (PKPI,	Pancasila)
- Partai Persatuan Demokrasi Kebangsaan (PPDK, Pancasila)
- Partai Nasional Banteng Kemerdekaan (PNBK, qui se déclare "soekarniste")
- Partai Patriot Pancasila (Pancasila)
- Partai Nasional Indonesia-Marhaenisme (soekarniste)
- Partai Nahdlatul Ulama Indonesia (PNUI, soutenu par la minorité de la Nahdaltul Ulama, islam)
- Partai Pelopor	Pancasila (Pancasila)
- Partai Penegak Demokrasi Indonesia (PPDI, Pancasila)
- Partai Merdeka	Pancasila (Pancasila)
- Partai Syarikat Indonesia (PSI, Pancasila, à ne pas confondre avec le Parti socialiste indonésien, interdit en 1960 par Soekarno)
- Partai Perhimpunan Indonesia Baru (P-PIB, qui se réclame simplement de la démocratie)
- Partai Persatuan Daerah (PPD, Pancasila)
- Partai Buruh Sosial Demokrat (Pancasila).

On remarquera que les grandes organisations musulmanes indonésiennes soutiennent des partis qui refusent de se réclamer de l'islam.
Les partis se réclamant de l'islam (sans toutefois oser mentionner la Charia dans leur programme) avaient obtenu 23,6 % des voix et 130 sièges sur 550.
En 2002, l'Assemblée délibérative du peuple (parlement) avait voté un certain nombre d'amendements à la Constitution. Les partis se réclamant de l'islam avaient alors proposé d'inclure la sharia dans la Constitution, ce qui avait été rejeté à une très grande majorité, comprenant donc beaucoup de députés par ailleurs pieux musulmans.